# Amber Rose
Amber Rose (Philadelphia, Pennsylvania, SAD, 21. listopada 1983.) je američki ženski model i glumica. Osim što je poznata kao model, poznata je i po svojoj vezi s reperom 21 Savage-om. Trenutno je u vezi s Wiz Khalifom, s kojim želi sklopiti brak. Amber je izjavila da joj je veza s Wiz Khalifom najbolja odluka nakon što se rastala s Kanye Westom.
U rujnu 2009. godine, Amber je objavila planove za svoju vlastitu liniju naočala. Amber je hodala modnom pistom na New York Fashion Weeku za Celestino, te je bila najavljena kao novo lice "Boadicea the Victorious" parfema. Amber je pozirala za liniju tenisica Lamona Colemana, modne tvrtke Louis Vuitton. Amber je gostovala u mnogo spotova kao što su "What Them Girls Like" Ludacrisa, "Vacation" Young Jeezya, "Massive Attack" Nicki Minaj, "You Be Killin' Em" Fabolousa i "God in Me" grupe Mary Mary. Godine 2010. gostovala je u reality showu Russella Simmonsa, Running Russell Simmons. Sljedeće godine bila je gostujući sudac u trećoj sezoni reality showa RuPaul's Drag Race.

## Filmografija

### Filmovi
- A Haunting (2007.)
- Better Off Alone (2008.)
- Gang of Roses 2: Next Generation (2012.)

### Televizija
- Running Russell Simmons (2010.)
- RuPaul's Drag Race (2011.)
- Master of the Mix (2011.)

## Vanjske poveznice
- Amber Rose na Internet Movie Databaseu